# Pain

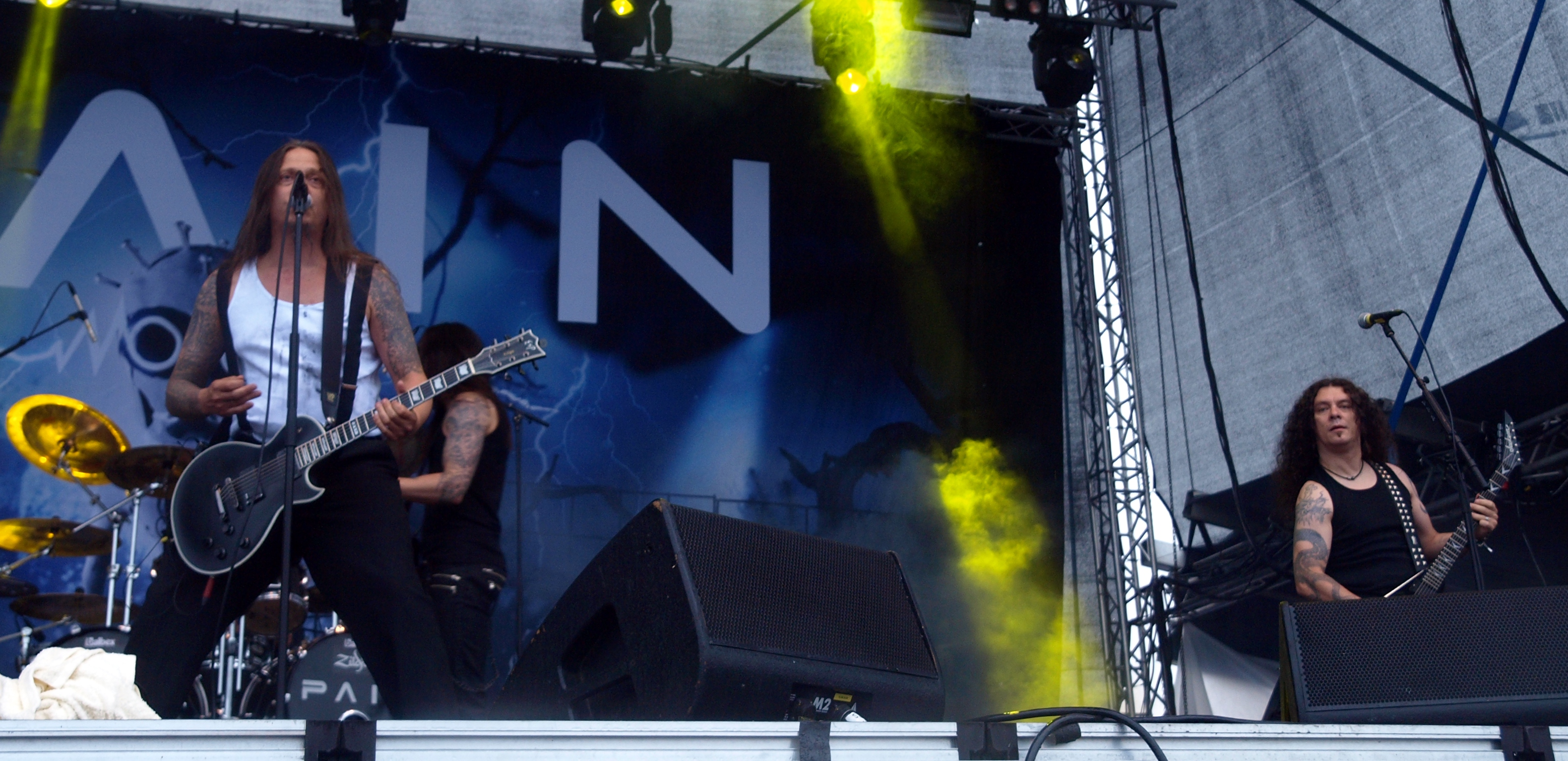
Pain på Myötätuulirock 2011.

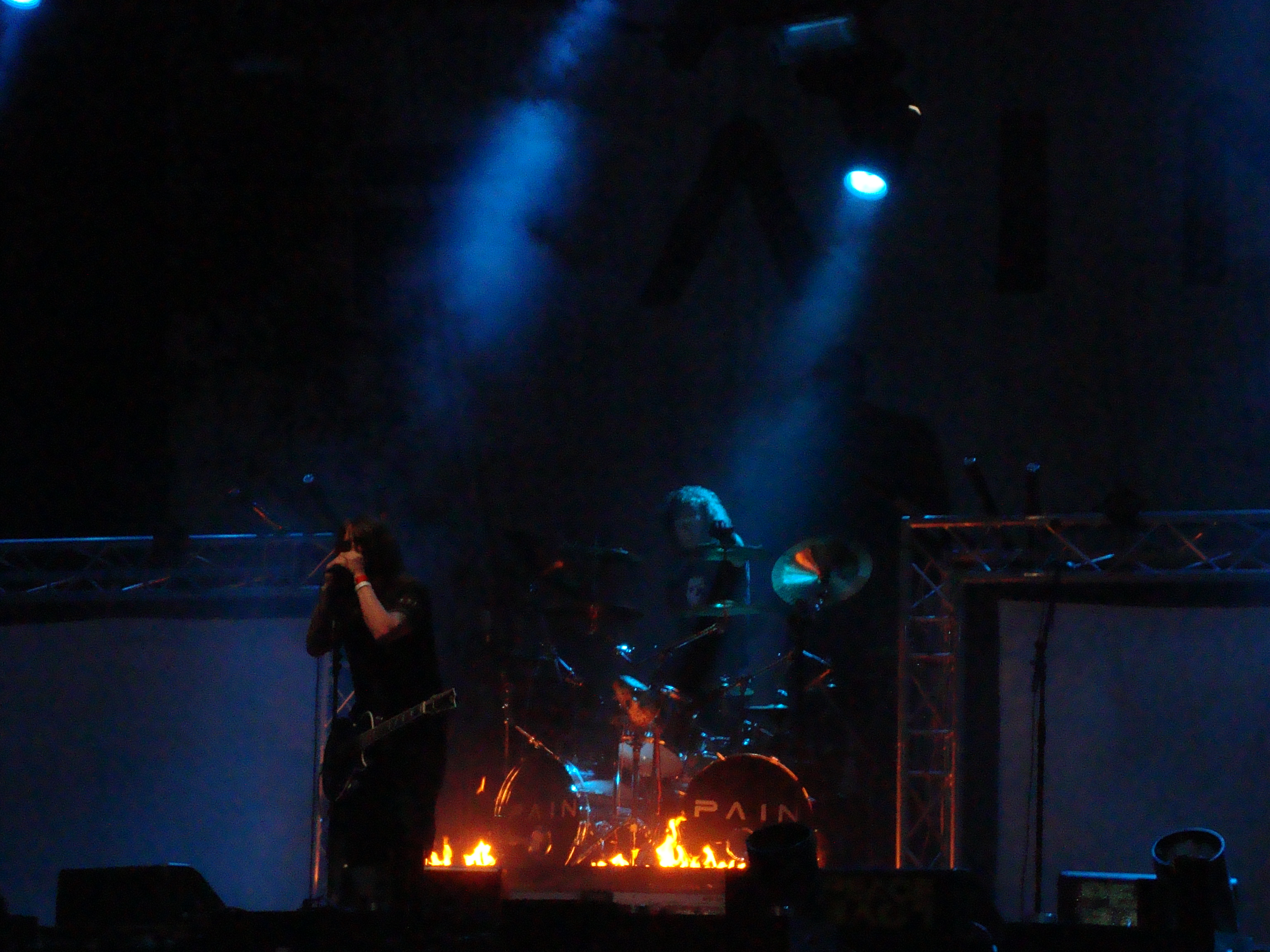
Pain på Peace and Love 2009.

Pain är ett soloprojekt av Peter Tägtgren (även i death metal-bandet Hypocrisy), som spelar industrimetal. Tägtgren var ursprungligen den enda medlemmen och spelade i princip alla instrument själv. Idag utgörs bandet förutom Tägtgren av Sebastian Tägtgren på trummor, Sebastian Svalland på gitarr, samt Jonathan Ohlsson på basgitarr. En hel del gästmusiker har även tagits in under årens lopp, både live och på skiva. Det självbetitlade debutalbumet gavs ut 1997 och senaste albumet, I Am, släpptes 17 maj 2024. Musikåret spelades tio konserter i Sverige, bland annat på Rockstad: Falun  3 juni och Cozmoz i Borlänge 16 september.

## Historia

### 1997–2005
Pains debutalbum, Pain, släpptes i februari 1997. Albumet är skrivet, inspelat, producerat och framfört av Peter Tägtgren i Abyss Studios i augusti 1996. Omslagets foto och design är skapad av P. Gron. En återutgivning av albumet gjordes 2002 av Stockholm Records, då med tre bonusspår.
Två singlar, "End of the Line" och "On and On" föregick det andra albumet, Rebirth, som gavs ut den 24 december 1999 i Europa och i Nordamerika först 2001 av Regain Records. Albumet Nothing Remains The Same gavs ut av Stockholm Records i juli 2002, och innehåller en cover på Beatleslåten "Eleanor Rigby". CD:n innehåller även ett videospår med musikvideon till "Shut Your Mouth".
Pains fjärde album, Dancing With The Dead, gavs ut den 21 mars 2005. En begränsad utgåva innehåller förutom CD:n en DVD med sju bonusspår.

### 2007–2009
Nästa album, Psalms Of Extinction, gavs ut den 18 april 2007 i Norden och den 7 maj i övriga Europa av Roadrunner Records. En video till låten "Zombie Slam" producerades. Gästartister på albumet är Mikkey Dee från Motörhead på trummor i "Zombie Slam", Alexi Laiho från Children Of Bodom med ett gitarrsolo på "Just Think Again" och Peter Iwers, basgitarrist i In Flames på låtarna "Save Your Prayers" och "Nailed to the Ground".
Det sjätte albumet, Cynic Paradise, släpptes den 31 oktober 2008 via Nuclear Blast. Gästmusiker på albumet är David Wallin, som även spelat live med Pain sedan 2003 samt Anette Olzon, som tidigare varit sångerska i finska symfonimetalbandet Nightwish. Anette Olzon sjunger på två låtar, "Follow Me" och "Feed Us". Albumet finns i två utgåvor, en vanlig och en begränsad utgåva med en extra-CD innehållande fem bonusspår varav två utgör coverversioner dels av Depeche Modes "Behind the Wheel" dels av Electric Light Orchestras "Here is the News".
Ett nytt album med titel You Only Live Twice släpptes den 3 juni 2011.

### 2014–
Under 2014 inledde Pain-sångaren/musikern Peter Tägtgren och Rammstein-sångaren Till Lindemann ett samarbete och startade bandet Lindemann. Deras första singel släpptes i maj 2015 och fick titeln "Praise Abort". I juli 2015 utgavs bandets första album Skills in Pills.

## Medlemmar
Nuvarande medlemmar
- Peter Tägtgren – sång, alla instrument (1996– )

Tidigare medlemmar
- Devo (Dan Everth Magnus Andersson) – keyboard, basgitarr (1999–2003)[7]

Nuvarande livemedlemmar
- Sebastian Tägtgren – trummor (2016–)
- Jonathan Ohlsson – basgitarr (2016–)
- Sebastian Svalland – gitarr (2019–)

Tidigare livemedlemmar
- David Wallin – trummor (2003–2017)
- Johan Husgafvel – basgitarr (2007–?)
- Michael Bohlin – gitarr (2007–?)
- Mathias Kamijo – gitarr
- Andrea Odendahl – gitarr (2005)
- Saroth (Yngve Liljebäck) – basgitarr
- Alla Fedynitch – basgitarr (2005)
- Horgh (Reidar Horghagen) – trummor (1999)
- David Wallin – trummor
- André Skaug – basgitarr (2007, 2011, 2012)
- Marcus Jidell – gitarr (2007–2008)
- Masc Gossar – trummor (2007)
- René Sebastian – gitarr (2008)
- Tomas Lindgren – trummor (2009)

## Diskografi

### Studioalbum
- 1997 – Pain
- 2000 – Rebirth
- 2002 – Nothing Remains The Same
- 2005 – Dancing With The Dead
- 2007 – Psalms Of Extinction
- 2008 – Cynic Paradise
- 2011 – You Only Live Twice
- 2016 – Coming Home
- 2024 - I Am

### Singlar
- 1999 – "End of the Line"
- 1999 – "Suicide Machine"
- 2000 – "On And On"
- 2002 – "Shut Your Mouth"
- 2002 – "Eleanor Rigby"
- 2002 – "Just Hate Me"
- 2005 – "Same Old Song"
- 2005 – "Bye/Die"
- 2005 – "Nothing"
- 2007 – "Zombie Slam"
- 2007 – "Nailed to the Ground"
- 2008 – "I'm Going In"
- 2008 – "Follow Me"
- 2011 – "Dirty Woman"
- 2011 – "My Angel" (med Cécile Siméone)
- 2016 – "Black Knight Satellite"

### Video
- 2005 – Live Is Overrated (DVD)
- 2010 – Cynic Paradise Festival Edition (CD+DVD)
- 2012 – We Come in Peace (2xCD)